# Río Changlil
Río Changlil es un río ubicado en el sector cordillerano de la comuna de Panguipulli, en la Región de los Ríos, Chile.

## Trayecto
El Río Changlil nace en el extremo oriente del sector cordillerano de la comuna de Panguipulli, al sur este del Volcán Quetrupillán. Este río fluye en sentido noroeste a sureste, hasta vaciar sus aguas al Río Llizán.